# Bokujma
Bokujma (ukr. Бокійма, Bokijma) – wieś na Ukrainie, w obwodzie rówieńskim, w rejonie dubieńskim. Siedziba hromady Bokujma.
Do 2020 roku w rejonie młynowskim.

## Historia
Wedle informacji ze Słownika Geograficznego Królestwa Polskiego Bokujma liczyła 98 domów zamieszkanych przez 791 prawosławnych i 174 katolików.
W czasach II RP leżała w województwie wołyńskim, w powiecie dubieńskim, w gminie Kniahinin.
Jest tu drewniana cerkiew z 1870 roku.